# 野村盛秀

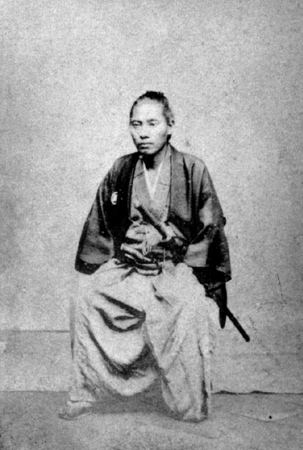
野村盛秀

野村 盛秀（のむら もりひで、1831年4月15日〈天保2年3月3日〉 - 1873年〈明治6年〉5月21日）は、幕末の薩摩藩藩士。明治維新後に初代埼玉県令となるが、早世した。通称は宗七。

## 来歴・人物
幼くして実父野元綱美を失い、母の手で育てられる。やがてその才を見込まれて同じ薩摩藩士の野村家を継いだ。1864年（元治元年）、長崎を訪れた際に、同じ薩摩藩士で薩英戦争の際にイギリスに密航しようとした疑いで追われていた五代友厚と遭遇する。だが、五代の広い世界を見たいという情熱に打たれた野村は五代のために弁明書を書いて赦免を得ることに成功した。
1867年（慶応3年）のパリ万国博覧会に薩摩藩が独自に参加した際に家老岩下方平を団長とする訪問団に加わってフランスを訪れた。
鳥羽・伏見の戦い（戊辰戦争）が勃発した1868年（明治元年）に長崎裁判所総督兼九州鎮撫使参謀として九州地方の平定に尽力し、翌1869年（明治2年）そのまま長崎県知事に転じる。
1870年（明治3年）に松方正義の後任として日田県知事に転じたが、日田県一揆の鎮圧の際には明治政府からの救援を受けた。
廃藩置県後に日田県が廃止されると、初代埼玉県令となったが、在任中に43歳で病死した。

## 清浦奎吾との関係
日田県知事時代に当時咸宜園で学んでいた清浦奎吾に目をかけて、埼玉県令転任後に呼び寄せている。埼玉県職員を振り出しとした清浦は官僚政治家として活躍し、後に内閣総理大臣となった。

## 親族
- 二男 本田幸介 - 本田仲一郎に養子に入った。妻は大久保利通の姪の貞子。一男二女を設けた。

## 関連研究
2019年、野村盛秀の日記類などの新資料が埼玉県の県史編纂室の調査により見つかり、それまで不明だった野村の生涯などを知る上で、貴重な資料となった                          。